# Credit Bank
Credit Bank a fost o bancă românească înființată în 1990 și falimentată în 1995-1996.
Valoarea prejudiciului a fost evaluată la 4.000 miliarde lei.
Credit Bank a fost găurită de președintele ei, Marcel Ivan, cu 4,2 miliarde lei, valoare la nivelul anului 1994.
Suma actualizată în 2005 a prejudiciului total al acestei bănci se ridică la 3.000 miliarde lei vechi.
Denunțat de celebrul Gigi Kent, pentru potlogăriile făcute, Ivan a făcut doi ani de închisoare și, apoi, a fost grațiat.